# Fosshaugane Campus
Le Fosshaugane Campus est le stade du Sogndal Fotball qui évolue actuellement en Championnat de Norvège de football (Tippeligaen). Le stade est situé au milieu d'un campus.
Le stade a été inauguré le 7 juillet 2006 après sa rénovation, lors de la victoire du Sogndal Fotball contre Bryne 2-0.